# Frederik Vermehren
Pour les articles homonymes, voir Vermehren.
 (juin 2025).
Si vous disposez d'ouvrages ou d'articles de référence ou si vous connaissez des sites web de qualité traitant du thème abordé ici, merci de compléter l'article en donnant les références utiles à sa vérifiabilité et en les liant à la section « Notes et références ».
Frederik Vermehren, né le 12 mai 1823 à Ringsted dans la région du Sjælland et mort le 10 janvier 1910 à Copenhague dans la région du Hovedstaden, est un peintre danois, également professeur de l'Académie royale des beaux-arts du Danemark. Connu pour ses peintures rurales et ses scènes de la vie quotidienne danoise de l'époque, il appartient à la génération des peintres nationalistes romantiques comme Christen Dalsgaard et Julius Exner.

## Biographie
Frederik Vermehren naît en 1823 à Ringsted. Il commence sa formation artistique en 1838 à l'académie de Soro avec pour professeur Hans Harder (da). Il s'installe en 1841 à Copenhague pour suivre les cours de l'Académie royale des beaux-arts du Danemark. Il a notamment pour professeur Jørgen Roed.
Il expose pour la première fois lors de l'exposition de printemps de Charlottenborg en 1847. Il y présente un tableau intitulé Un cordonnier dans sa cuisine (En Skomager i sitting Køkken) qui est acheté par le roi de Danemark Christian VIII. Le critique et professeur d'art Niels Laurits Høyen le félicite également pour cette œuvre.
En 1848, il participe à la Première guerre de Schleswig mais sa santé ne lui permet pas de servir et l'oblige à rentrer à la maison. Il peint alors plusieurs œuvres sur ce thème, dont L'adieu du soldat de la réserve à sa famille (Reservesoldatens Afsked fra sin Familie). Il réalise ensuite plusieurs œuvres qui reçoivent un bon accueil au Danemark, comme Le vendeur de pain (Hvedebrødsmanden) en 1851 et Berger sur la bruyère (Fårehyrde på heden) en 1855.
En 1855, il voyage à l'étranger avec le soutien de l'académie royale. Il visite l'Allemagne (Cologne), la Belgique (Anvers et Bruxelles), la France (Paris), la Suisse et l'Italie (Gerano, Florence, Venise et Rome). Il peint notamment plusieurs tableaux sur ce dernier pays. À Paris, il admire notamment le travail d'Ernest Meissonier.
En 1857, il épouse Thomasine Ludvigne Grimer. Le couple donne naissance à deux enfants, Gustav Vermehren (da) en 1863 et Sophus Vermehren (da) en 1866 qui deviendront tous deux peintres. Vermehren peint alors des études de personnages, des scènes d'intérieurs, des paysages et des peintures de genre en rapport avec la vie au Danemark de l'époque. Il reçoit la médaille Thorvaldsen en 1860. En 1862, il voyage en Angleterre et aux Pays-Bas et participe à l'exposition universelle de 1862 à Londres.
Vermehren devient membre de l'académie royale en 1864 et professeur en 1865. Il enseigne notamment à Peder Severin Krøyer, Kristian Zahrtmann, Michael Peter Ancher et Vilhelm Hammershøi. À partir de 1870, il s'illustre en peignant des portraits, notamment ceux des peintres P. C. Skovgaard et Jørgen Sonne et celui du sculpteur August Saabye. En 1878, il participe à l'exposition universelle de Paris. 
En 1890, il reçoit le prix Treschow et est nommé diplomate honoraire à Berlin en 1891. Il participe au salon international d'art organisé la même année à Munich. En 1892, il est nommé commandeur de 1re classe de l'ordre de Dannebrog. Il décède en 1910 à Copenhague et repose au cimetière Assistens.
Ces œuvres sont notamment visibles au Statens Museum for Kunst, au ARoS Aarhus Kunstmuseum, au Ny Carlsberg Glyptotek, au Charlottenborg, au Nivaagaard, au musée national d'histoire du château de Frederiksborg et au musée Hirschsprung.

## Galerie

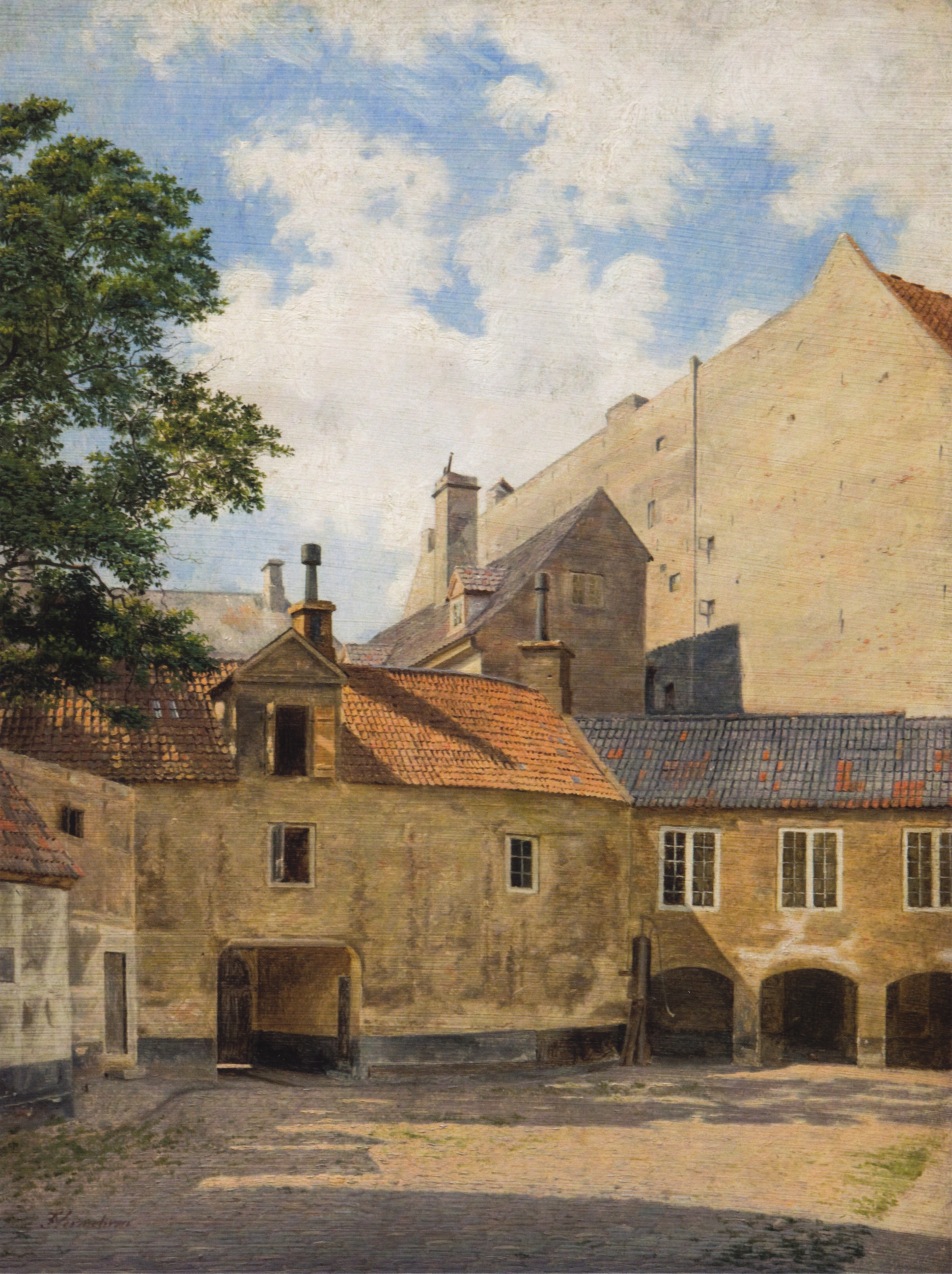
Cour du manoir Thotts sur Kongens Nytorv (Fra gården i Thotts Palais på Kongens Nytorv, 1845)
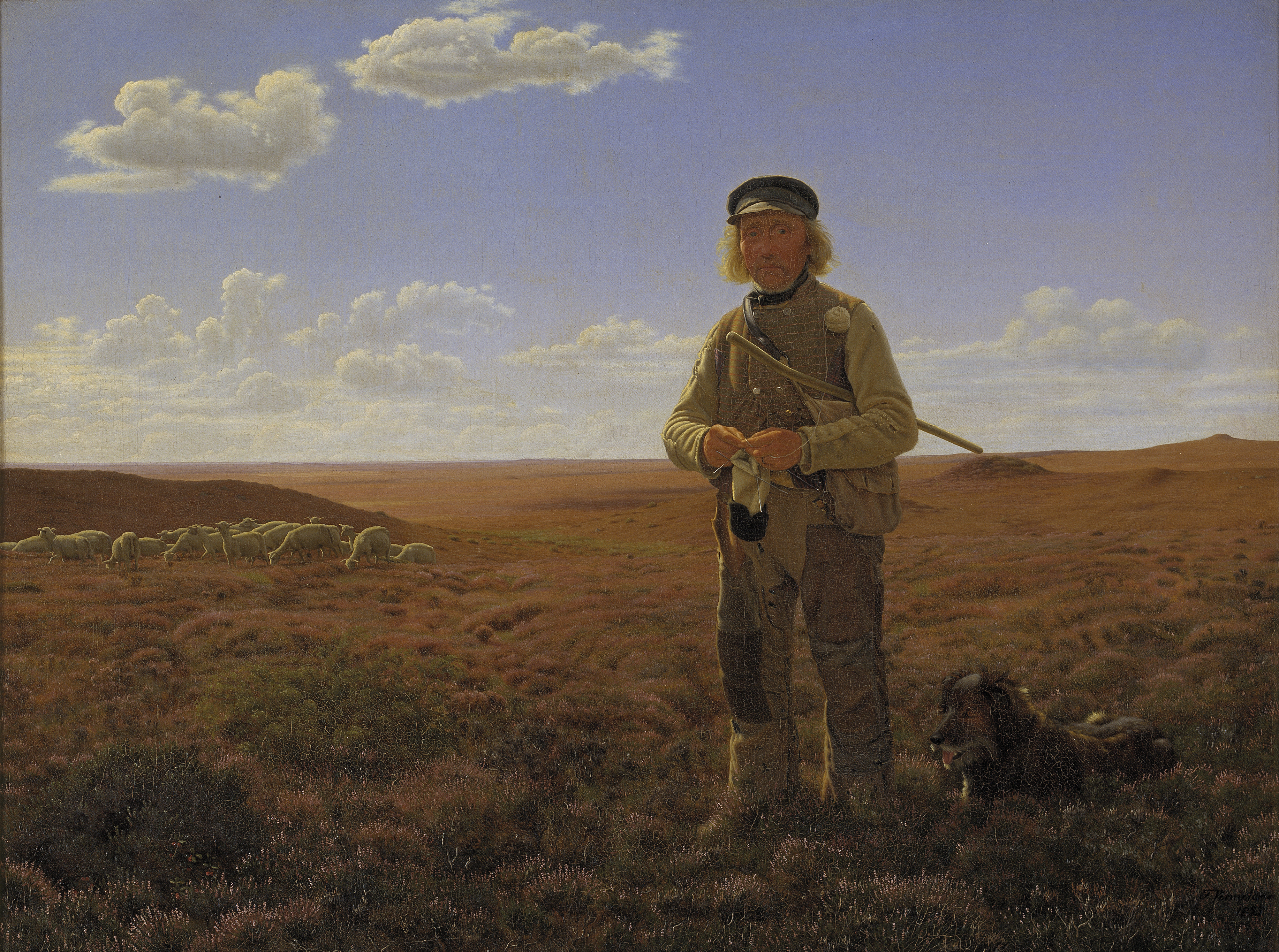
Berger sur la bruyère (Fårehyrde på heden, 1855)
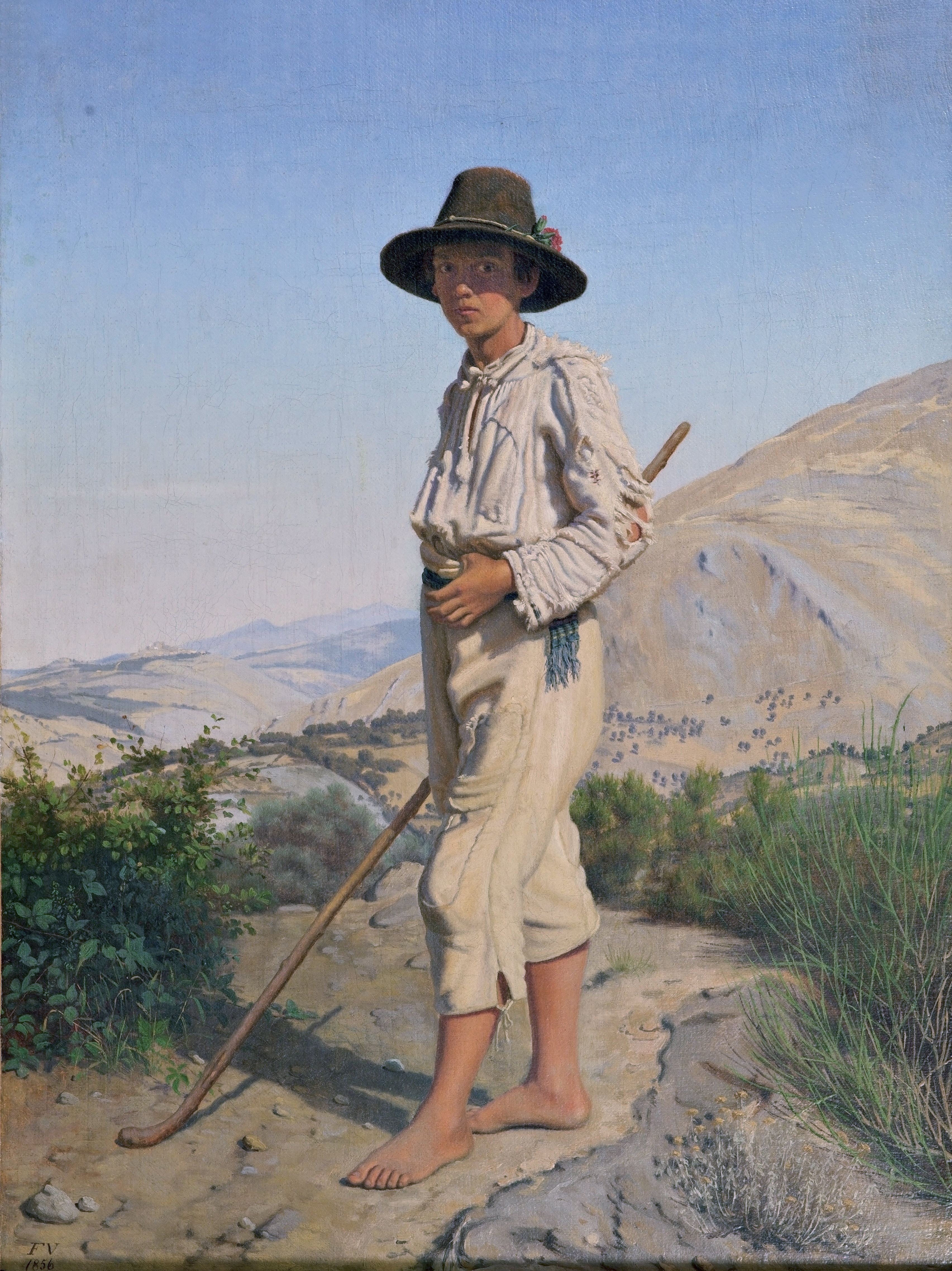
Un berger italien (1856)
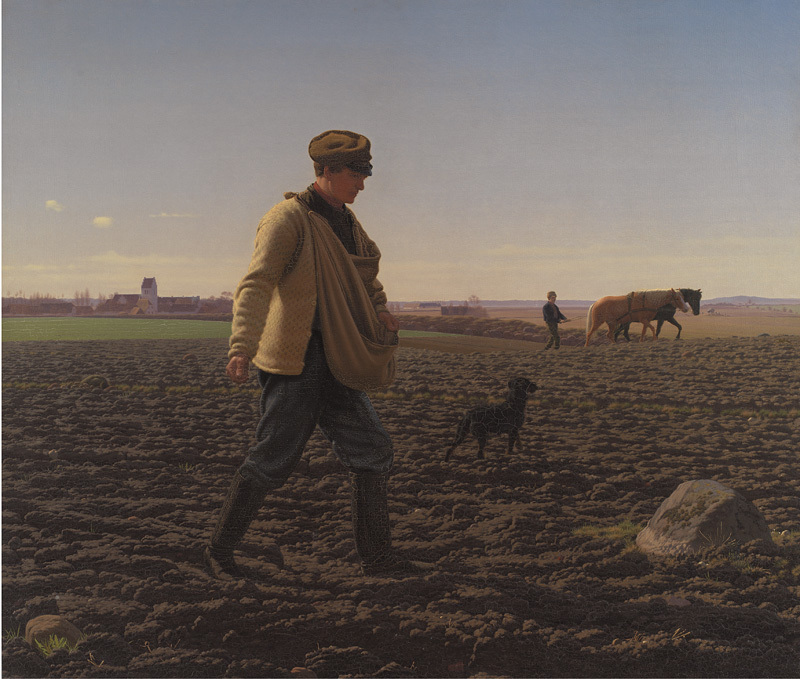
Le semeur (En sædemand, 1859)
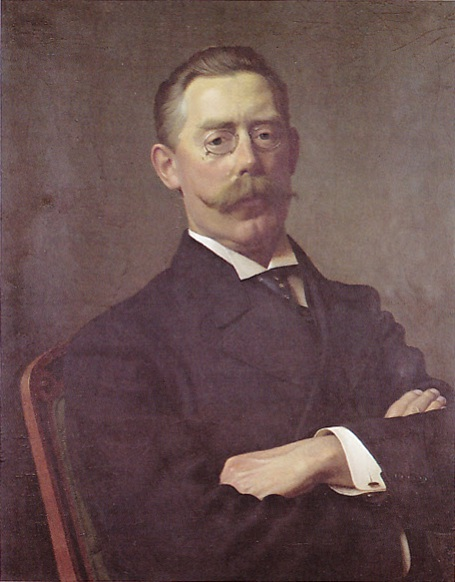
Portrait de l'industriel danois Ditlev Lauritzen (da) (1908)

## Prix et récompenses notables
- Médaille Thorvaldsen en 1860.
- Prix Treschow en 1890.
- Commandeur de 1re classe de l'ordre du Dannebrog